# N14 (Ghana)
De N14 of National Road 14 is een nationale weg in Ghana die de stad Yendi met het noorden van Togo verbindt. De weg is ongeveer 120 kilometer lang en loopt door de regio Northern.
De N14 takt bij Sakpeigu af van de N2 vanuit Yendi. Daarna loopt de weg via Cheperoni naar de grens met Togo bij Yawgu. In Togo loopt de weg verder naar Sansanné-Mango.